# USS Crowninshield (DD-134)
USS Crowninshield (DD-134) foi um contratorpedeiro da Classe  Wickes da Marinha dos Estados Unidos. O navio foi construído pelo estaleiro Bath Iron Works em Bath no Maine.

## Segunda Guerra Mundial
O navio construído logo após a Primeira Guerra Mundial foi transferido para a Marinha Real no início da Segunda Guerra Mundial onde foi renomeado HMS Chelsea. Em 1942 foi transferido para a Marinha do Canadá navegando com o nome de HMCS Chelsea, e subsequentemente em 1944 para a Marinha Soviética onde foi nomeado USSR Derzkij (Insolente).